# Pennarini

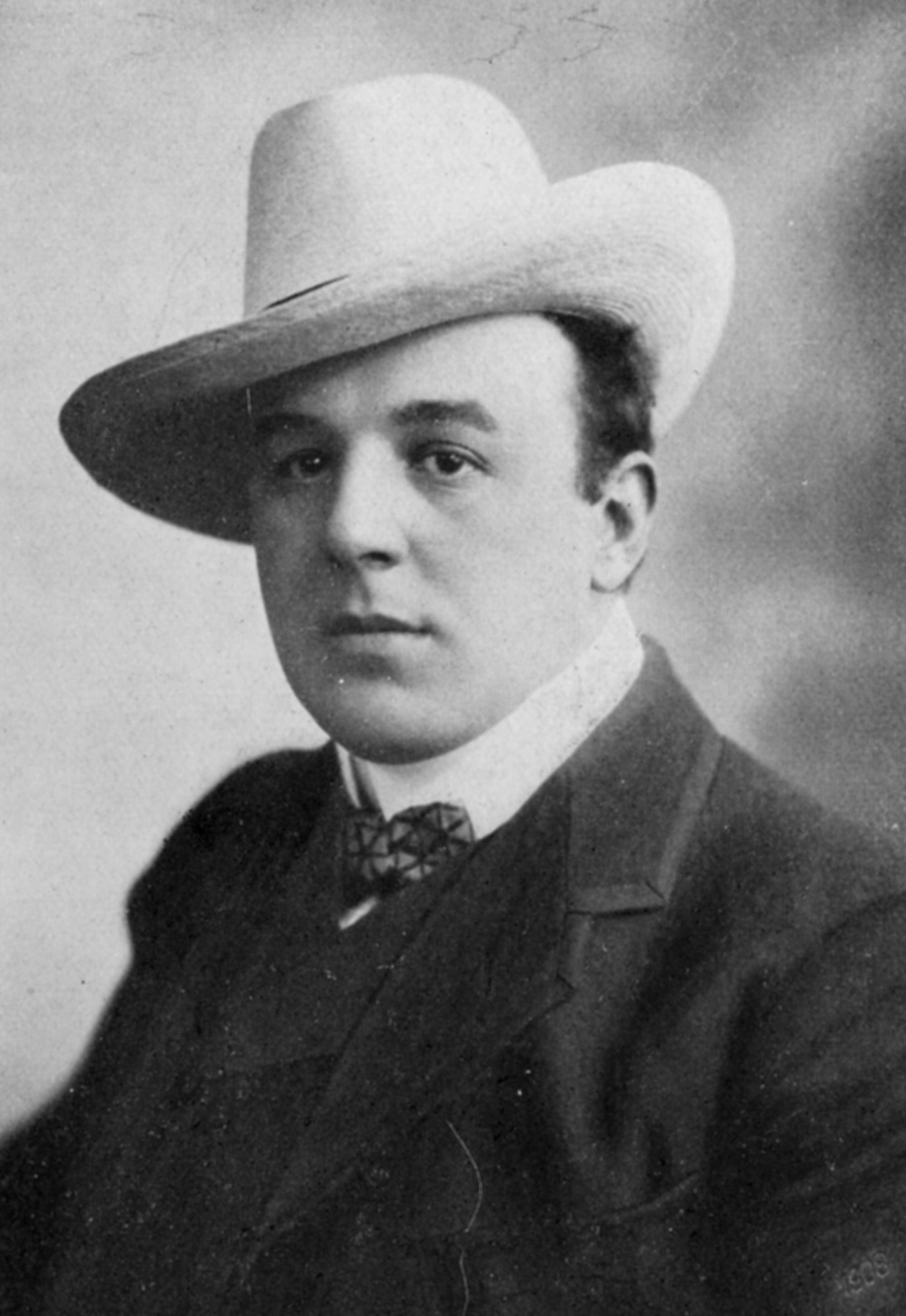
Pennarini, Foto von Arnold Mocsigay, um 1909

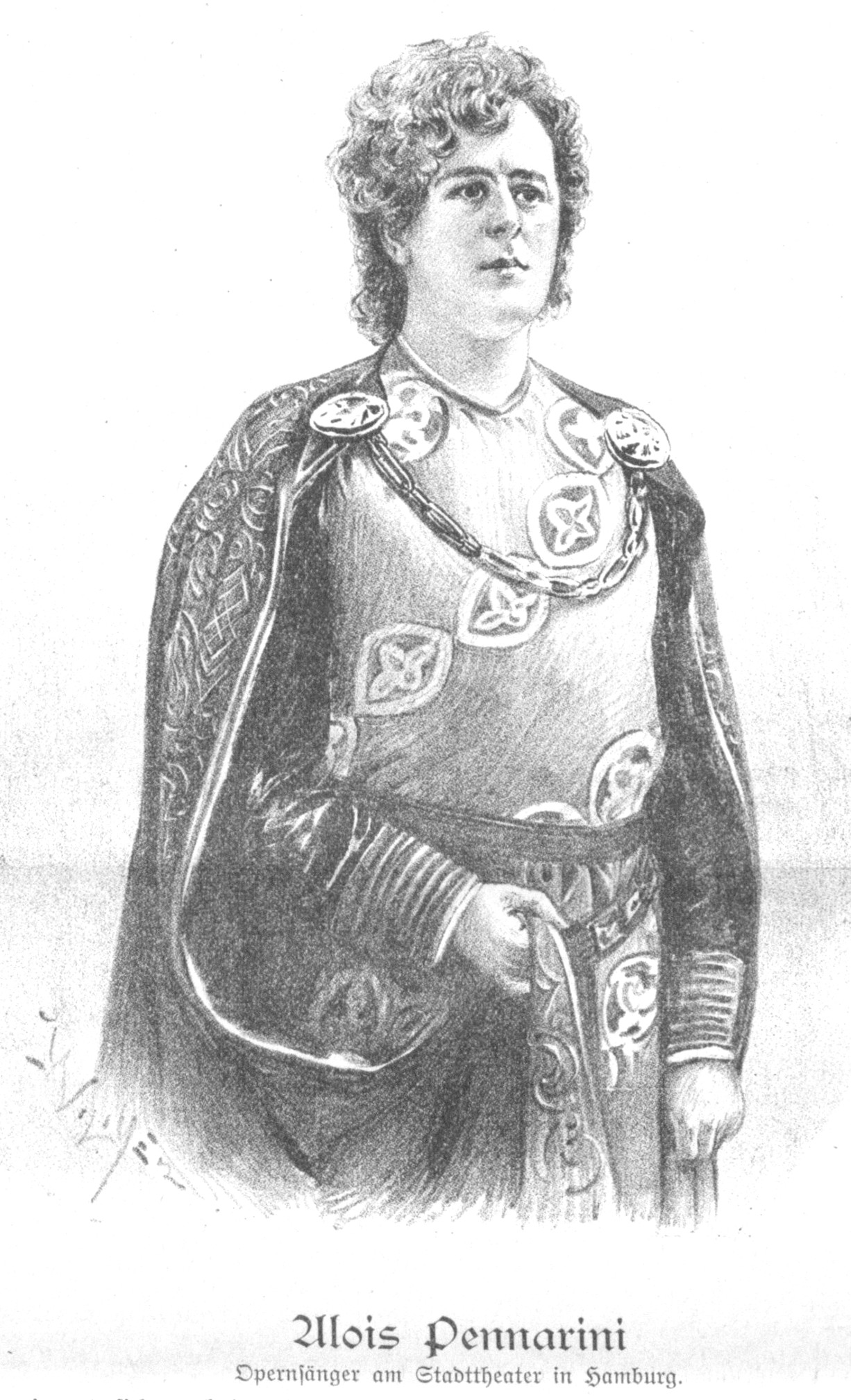
Alois Pennarini im Jahre 1901

Pennarini (Pseudonym), auch Aloys Pennarini oder Alois Pennarini, eigentlich Louis Aloys Federler (27. Juni 1870 in Wiener Neudorf, Niederösterreich – 23. Mai 1927 in Aussig) war ein österreichischer Opernsänger (Tenor) und Theaterintendant sowie Stummfilmschauspieler.

## Leben
Der Sohn eines kaiserlich österreichischen Hofbeamten hatte schon als Kind große Neigung zum Theater. Kaum der Schule entwachsen kam er zu seinem Onkel, einem kaiserlichen Förster, nach Laxenburg, wo er es jedoch als Forstgehilfe nicht lange aushielt. Der Vater ließ ihn nun ein Handwerk lernen und er kam in ein Hofsattlergeschäft, wo er es bis zum Gesellfreispruch schaffte.
Schon während dieser Zeit besuchte er heimlich Gesangsvereine, nahm die ersten Gesangsstunden und erregte durch seine Stimme (er wollte anfangs Gesangskomiker werden) in Vereinen und bei Kommersen allseitige Aufmerksamkeit, bis er es endlich erreichte, ins Wiener Konservatorium eintreten zu können, wo er dank eines kaiserlichen Stipendiums durch die Gesangslehrer Josef Gänsbacher und Johannes Reß ausgebildet wurde.
Im Herbst 1883 debütierte er als Turridu in Preßburg. 1885 bis 1886 wirkte er in Olmütz, von 1896 bis 1897 in Elberfeld, beteiligte sich 1897 bis 1898 an der Opernstagione am Theater an der Wien und kam 1898 nach Graz. Hier trat eine entscheidende Wendung in seinem Beruf ein, denn hier betätigte sich Pennarini, der bisher meist in lyrischen Opern beschäftigt war, und nur ab und zu eine Heldenpartie gesungen hatte, als echter Heldentenor. 1900 wurde er für das Fach des ersten Heldentenors an die Hamburger Oper verpflichtet.
Er wirkte von 1900 bis 1912 an der Hofoper von Berlin, unterbrochen durch zahlreiche Gastspielreisen. 1904 sang er bei der Tournee der Savage Opera Company in Nordamerika die Titelpartie im „Parsifal“ gegen das ausdrückliche Aufführungsverbot aus Bayreuth.
Pennarini war ab 1913 Sänger und Intendant in Nürnberg und überstand auch den Beginn der Weimarer Republik, sah sich jedoch 1920 großer Kritik wegen seiner Spielplan-Auswahl und schlechter Publikumszahlen ausgesetzt. Daraufhin gab er seine Intendanz auf. Später übernahm er jedoch die Leitung des Reichenberger Stadttheaters. Anfang der 1920er Jahre wirkte er in einigen Stummfilmen als Darsteller mit.
Er starb am 23. Mai 1927, angeblich in Aussig.
Verheiratet war er mit der Opernsängerin Ella Appelt.

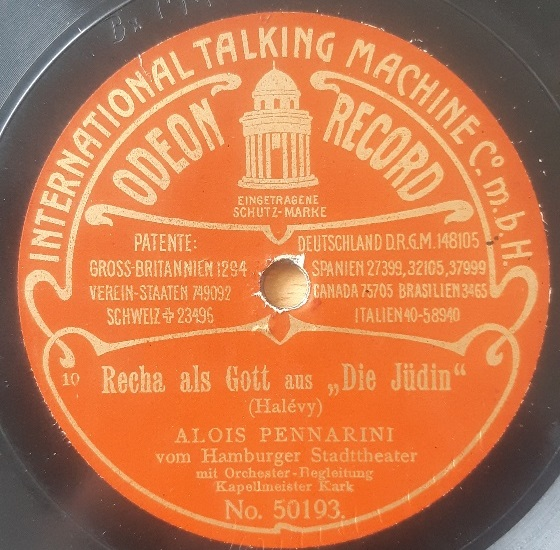
Schallplatte von Alois Pennarini (Berlin 1906)

Seine Stimme ist auf Schallplatten der Marke Odeon (Berlin 1906-09) erhalten.

## Filmografie
- 1921: Banditen
- 1922: Heinrich Heines erste Liebe – Vera-Filmwerke
- 1922: Mabel und ihre Freier – Vera-Filmwerke